# Somhegyi Ferenc
Somhegyi Ferenc (született Schröck) (Bánd, 1813. október 9. – Budapest, 1879. július 1.) történész, tanügyi író, egyetemi tanár, piarista tartományi főnök, a Magyar Tudományos Akadémia levelező tagja.

## Életútja
A gimnáziumot Veszprémben végezte, 1832. szeptember 25-én a kegyes-tanítórendbe lépett Trencsénben. A novíciatus után 1835-ben Nagykanizsán próbaéves tanár, 1836–37-ben pedig Vácon bölcselethallgató volt és 1837-ben a pesti egyetemen bölcseleti doktorrá avatták. 1838–39-ben Nyitrán és 1840-ben Szentgyörgyön hallgatta a teológiát és gróf Nádasdy Ferenc püspök szentelte fel misés pappá.
Gimnáziumi tanár volt 1840-42-ben Tatán, 1844-ig Budán; ekkor az egyetemes-történelmi tanszéket foglalta el a váci líceumban, de előadta az érem- és oklevéltant is. 1849-ben Mernyén, a kegyesrend kusztodiátusi birtokán élt mint ellenőr. Hazafias érzülete 1849-ben a szabadságharc leverése után megrovásban részesült, az ideiglenes kormányzó a tanítástól is eltiltotta. Azonban a következő évben már ismét tanár volt Szegeden, ahol a vallástant, a magyar nyelvet és irodalmat adta elő.
1851-ben a rend pesti nagygimnáziumába helyezték át, itt a történelem, földrajz, szám- és mértan tanára volt 1858 októberéig. A fővárosban az ő lelkes történelmi előadásai csakhamar annyira elhíresültek, hogy a gimnáziumi ifjúságnak szánt iskolai padokat idegenek, meglett férfiak is számosan felkeresték. De ugyanezen évben el kellett hagynia Pestet, mert a germanizáló kormány szemében szálka volt a kegyesrendiek működése, azt követelte, hogy az előadásokat a gimnáziumokban németül tartsák meg. Somhegyi erre semmiképp sem volt rábírható és ezért Szegedre küldték a történelem, földrajz és mennyiségtan tanárául.
A Magyar Tudományos Akadémia 1858. december 15-én levelező tagjának választotta. Akadémiai székfoglalóját A kereszthadak és azok eredményei címmel tartotta 1859. december 5-én. Szegeden 1864 végéig működött; időközben több kitüntetésben részesült, 1860-ban házi másodfőnökké és gimnáziumi igazgatóvá, 1862-ben pedig kormánytanácsossá nevezte ki a rend.
1861-ben Schröck családi nevét Somhegyire változtatta. 1865-ben Pestre hívták és itt kormánysegéd, főgimnáziumi igazgató és a történelem tanára lett. 1866-ban báró Eötvös József őt az egyetemen az egyetemes történelem, a történelmi módszertan és enciklopédia rendes tanárává nevezte ki. 1867-ben Purgstaller József tartományfőnök gyöngülésével rendfőnöki helyettessé választották; még ugyanazon évben Purgstaller halálával a kegyes-tanítórend tartományi főnöke lett. Ez utóbbi minőségben 12 évig, haláláig működött.
Elhunyt 1879. július 1-jén déli 12 órakor agyvérzésben. Örök nyugalomra helyezték 1879. július 3-án délután a Kerepesi úti temetőben.
Cikke jelent meg az Akadémiai Értesítőben (1859. A keresztes hadjáratok és azok eredményei).

## Művei
- Bolla Márton kegyes rendi tag' egyetemes világtörténetének főbb vonalai. Pesten: Kilian György' tulajdona, 1847-1848. Nyomatott Kecskeméten : Szilády Károlynál. 3 kötet (az I. és II. kötetet fordította névtelenül)
- Bolla Márton: Egyetemes világtörténetének főbb vonalai. Pest, 1848-1849. Egy kötet
- Egyetemes világtörténet a felsőbb gymnasiumi ifjúság számára. I. kötet. Ó-kor. Pest, 1851 (2. kiadás. Uo. 1856, 3. k. Pozsony, 1862, 4. k. 1865, 6. jav. k. 1870. Uo. 7. k. Pest, 1873, 7. jav. k. Bpest, 1878, 8. jav. k. Uo. 1880, 9. jav. k. 1883, 10. jav. k. 1886. Uo.) II. kötet. Középkor. Pest, 1853. (3. k. Pozsony, 1863, 5. jav. k. Uo. 1870, 6. k. Pest, 1873, 7. jav. k. Bpest, 1875, 8. k. Uo. 1883.) III. kötet. Újkor. Pest, 1856. (3. k. Pozsony, 1864, 4. jav. k. Uo. 1870, 5. k. Pest, 1874, 6. jav. k. Bpest, 1875, 7. jav. k. 1883, 8. jav. k. Uo. 1886)